# Integral von Umkehrfunktionen
In der Integralrechnung kann die Menge aller Stammfunktionen einer Umkehrfunktion {\displaystyle f^{-1}} mithilfe einer Formel angegeben werden, wenn {\displaystyle f} stetig und invertierbar ist. Die Formel ist 1905 von dem französischen Mathematiker Charles-Ange Laisant veröffentlicht worden, der sich hauptsächlich mit der Analysis befasste. Insbesondere für trigonometrische Funktionen, aber auch gewöhnliche invertierbare Funktionen, ist Laisants Satz ein nützliches Hilfsmittel für die Integration.

## Laisants Satz
Seien {\displaystyle I_{1}} und {\displaystyle I_{2}} zwei Intervalle auf {\displaystyle \mathbb {R} }. Angenommen, {\displaystyle f:I_{1}\to I_{2}} ist eine stetige und invertierbare Funktion. Die Funktion {\displaystyle f} bildet folglich einen Homöomorphismus. Aus dem Mittelwertsatz der Integralrechnung folgt, dass {\displaystyle f} strikt monoton ist. Da sowohl {\displaystyle f} als auch die Umkehrfunktion {\displaystyle f^{-1}:I_{2}\to I_{1}} stetig sind, besitzen sie gemäß dem Hauptsatz der Differential- und Integralrechnung Stammfunktionen.
Laisant bewies, dass sich die Menge aller Stammfunktionen von {\displaystyle f^{-1}} wie folgt bestimmen lässt:
{\displaystyle \int f^{-1}(y)\,dy=yf^{-1}(y)-(F\circ f^{-1})(y)+C,}
wobei {\displaystyle F} eine Stammfunktion von {\displaystyle f} und {\displaystyle C} eine beliebige reelle Konstante bezeichnet. Es wird wohlgemerkt nicht vorausgesetzt, dass {\displaystyle f^{-1}} differenzierbar ist.

Veranschaulichung des Satzes

In seinem 1905 veröffentlichten Artikel gab Laisant drei Beweise für diesen Satz an. Zunächst nahm er an, dass {\displaystyle f^{-1}} differenzierbar ist. Der Beweis ergibt sich unmittelbar durch das Differenzieren der Formel.
Im zweiten Beweis wandte er Geometrie an. Wenn{\displaystyle f(a)=c} und {\displaystyle f(b)=d} substituiert werden, kann der Satz umformuliert werden:
{\displaystyle \int _{c}^{d}f^{-1}(y)\,dy+\int _{a}^{b}f(x)\,dx=bd-ac.}
Die Abbildung rechts stellt diesen Sachverhalt grafisch dar. Laisant diskutiert im Artikel nicht die nötigen Annahmen, um diesen Beweis der entsprechenden mathematischen Strenge zu unterziehen. Der Beweis kann allerdings erbracht werden, wenn {\displaystyle f} nur als strikt monoton (und nicht zwingend stetig bzw. differenzierbar) vorausgesetzt wird. In dem Fall sind {\displaystyle f} und {\displaystyle f^{-1}} Riemann-integrierbar und die Gleichung ergibt sich durch eine Bijektion der Ober- und Untersummen von {\displaystyle f} auf denen von {\displaystyle f^{-1}}. Der Satz folgt dann aus dem Hauptsatz der Differential- und Integralrechnung, sofern {\displaystyle f} stetig ist.
Laisants dritter Beweis setzt zusätzlich voraus, dass {\displaystyle f} differenzierbar ist. Beginnend mit  {\displaystyle f^{-1}(f(x))=x} wird mit {\displaystyle f'(x)} multipliziert und beide Seiten werden integriert. Unter Anwendung partieller Integration steht auf der rechten Seite der Ausdruck {\textstyle xf(x)-\int f(x)\,dx}, wonach sich die Formel ergibt, die zu beweisen war.
Laisants Satz kann bewiesen werden, selbst wenn {\displaystyle f} oder {\displaystyle f^{-1}} nicht differenzierbar sind: Es ist beispielsweise hinreichend, das Stieltjesintegral auf den vorherigen Beweis anzuwenden. Andererseits folgt daraus nicht der Beweis der allgemeinen Formel, obwohl strikt monotone Funktionen nahezu überall differenzierbar sind. Eine Ausnahme wäre der Umstand der absoluten Stetigkeit von {\displaystyle f}. Es ist auch möglich, für jedes {\displaystyle y\in I_{2}} nachzuweisen, dass die Ableitung der Funktion {\displaystyle y\mapsto yf^{-1}(y)-F(f^{-1}(y))} der Umkehrfunktion {\displaystyle f^{-1}(y)} entspricht. Es ergibt sich:
{\displaystyle \forall x\in I_{1}:\quad \lim _{h\to 0}{\frac {(x+h)f(x+h)-xf(x)-\left(F(x+h)-F(x)\right)}{f(x+h)-f(x)}}=x.}
Es genügt, den Mittelwertsatz auf {\displaystyle F} zwischen {\displaystyle x} and {\displaystyle x+h} unter Berücksichtigung der Monotonie von {\displaystyle f} anzuwenden.

## Beispiele
1. Es sei {\displaystyle f} die Exponentialfunktion mit {\displaystyle f(x)=\exp(x)}, wobei {\displaystyle f^{-1}(y)=\ln(y)}. Üblicherweise wird das Integral des natürlichen Logarithmus mittels partieller Integration bestimmt. Dieses Vorgehen setzt jedoch voraus, dass der Faktor 1 als Funktion betrachtet wird. Intuitiver ist es, die oben hergeleitete Formel als Ausgangspunkt zu wählen. Durch Einsetzen ergibt sich:{\displaystyle \int \ln(y)\,dy=y\ln(y)-y+C.}
2. Ähnlich verhält es sich bei trigonometrischen Funktionen. Sei {\displaystyle f(x)=\cos(x)} mit {\displaystyle f^{-1}(y)=\arccos(y)}:{\displaystyle \int \arccos(y)\,dy=y\arccos(y)-\sin(\arccos(y))+C.}
3. Seien {\displaystyle f(x)=\tan(x)} und {\displaystyle f^{-1}(y)=\arctan(y)}, es folgt:{\displaystyle \int \arctan(y)\,dy=y\arctan(y)+\ln \left|\cos(\arctan(y))\right|+C.}